# Задорожнюк, Анна Николаевна
Анна Николаевна Задорожнюк (укр. Задорожнюк Ганна Миколаївна; род. 25 сентября 1984 года в Одессе) — украинская фигуристка выступавшая в танцах на льду с Сергеем Вербилло. Пара — двукратные чемпионы Украины.

## Карьера
Начала кататься на коньках в 1988 году.
С сезона 2008—2009 пара тренируется в Одинцово у Алексея Горшкова, помогает ему Елена Грушина. При этом летняя подготовка проходит в США у Николая Морозова. В этом сезоне пара впервые в карьере выиграла национальный чемпионат (до этого они становились бронзовыми и два раза серебряными призёрами) обыграв своих давних соперников Аллу Бекназорову и Владимира Зуева. Затем, заняла 7-е место на чемпионате Европы, что, на текущий момент, является их лучшим результатом. Заняв на чемпионате мира 2009 15-е место пара завоевала для Украины одну лицензию в танцах на льду на зимнюю Олимпиаду 2010. Участница зимней Универсиады 2005 года в Австрии.
Национальный чемпионат 2010 года, они снова выиграли. Затем, стали на чемпионате Европы-2010 восьмыми и вошли в сборную команду Украины на Олимпиаду 2010 года в Ванкувере.
По окончании сезона совместно с партнёром из-за травм приняли решение о завершении карьеры.
После завершения спортивной карьеры работает в США хореографом, так в сезоне 2011/12 ставила программы американской одиночнице Джоли Форте.

## Личная жизнь
В 2007 году закончила Национальный педагогический университет им. М. Драгоманова по специальности тренер-психолог.

## Спортивные достижения

### после 2006 года
| Соревнования/Сезон            | 2006—2007 | 2007—2008 | 2008—2009 | 2009—2010 |
| ----------------------------- | --------- | --------- | --------- | --------- |
| Зимние Олимпийские игры       |           |           |           | 16        |
| Чемпионаты мира               | 17        | 18        | 15        | WD        |
| Чемпионаты Европы             | 10        | 11        | 7         | 8         |
| Чемпионаты Украины            | 2         | 2         | 1         | 1         |
| Этапы Гран-при: Cup of Russia |           | 3         | 8         |           |
| Этапы Гран-при: Cup of China  |           | 6         | 5         | 4         |
| Этапы Гран-при: NHK Trophy    | 6         |           |           | 6         |

- WD = снялись с соревнований

### до 2006 года
(с Вербилло)
| Соревнования/Сезон                   | 2001—2002 | 2002—2003 | 2003—2004 | 2004—2005 | 2005—2006 |
| ------------------------------------ | --------- | --------- | --------- | --------- | --------- |
| Чемпионаты мира                      |           |           |           |           | 21        |
| Чемпионаты мира среди юниоров        | 8         | 15        | 7         |           |           |
| Чемпионаты Украины                   |           |           |           | 4         | 3         |
| Этапы Гран-при: Cup of Russia        |           |           |           |           |           |
| Этапы Гран-при: NHK Trophy           |           |           |           |           | 10        |
| Этапы Гран-при: Trophée Eric Bompard |           |           |           | 10        | 10        |
| Мемориал Ондрея Непелы               |           |           |           | 1         |           |
| Зимние Универсиады                   |           |           |           | 6         |           |